# Little River (vattendrag i Australien, Victoria, lat -37,38, long 147,83)
Little River är ett vattendrag i Australien. Det ligger i delstaten Victoria, omkring 260 kilometer öster om delstatshuvudstaden Melbourne.
I omgivningarna runt Little River växer i huvudsak städsegrön lövskog. Trakten runt Little River är nära nog obefolkad, med mindre än två invånare per kvadratkilometer. Genomsnittlig årsnederbörd är 1 071 millimeter. Den regnigaste månaden är juni, med i genomsnitt 164 mm nederbörd, och den torraste är juli, med 43 mm nederbörd.